# Rashidi Kawawa
Rashidi Mfaume Kawawa (Matepwende, 27 mei 1924 – Dar es Salaam, 31 december 2009) was een Tanzaniaans politicus. Van januari tot december 1962 was hij de tweede premier van Tanganyika, vanaf april 1964 tweede vicepresident van Tanzania en van 1972 tot 1977 premier van Tanzania.

## Biografie
Kawawa werd geboren in Matepwende in het zuiden van het toenmalige Britse mandaatgebied Tanganyika. Hij was de oudste van acht kinderen van een olifantenjager. Kawawa ging naar de lagere school in Dar es Salaam en vervolgens naar het secundair onderwijs in Tabora. Hij sloeg de kans om aan de Universiteit van Makerere te gaan studeren af, zodat zijn vader het geld kon gebruiken om zijn jongere broers en zussen  op te voeden.
Kawawa werkte bij de overheid en een vakbond. Vanaf de tweede helft van de jaren 1950 werd hij actief in de onafhankelijkheidsbeweging en sloot zich aan bij de TANU die geleid werd door Julius Nyerere.
Toen Julius Nyerere na de onafhankelijkheid van Tanganyika aftrad als premier, nam Kawawa de post een tijd op zich. Vervolgens werd hij in 1964 tweede vicepresident van Tanzania, en was hij de belangrijkste assistent van Nyerere voor binnenlandse aangelegenheden. In 1972 werd hij benoemd tot premier van Tanzania, een functie die hij tot 1977 bekleedde. Tot 1980 was hij vervolgens minister van Defensie. Ook daarna behield hij achter de schermen grote politieke invloed. Kawawa trok zich aan het einde van Nyerere's presidentschap in 1985 terug uit de politiek en overleed in december 2009 op 83-jarige leeftijd.
- Gemeinsame Normdatei: 1146179162
- International Standard Name Identifier: 0000 0000 3311 4363
- Library of Congress Control Number: n89200871
- Nederlandse Thesaurus van Auteursnamen: 304060070
- Trove: 1508493
- Virtual International Authority File: 31129551
- WorldCat: E39PBJppwMjRcPgkTy94rfWxDq

Kawawa ·
Sokoine ·
Msuya ·
Sokoine ·
Salim ·
Warioba ·
Malecela ·
Msuya ·
Sumaye ·
Lowassa ·
Pinda ·
Majaliwa